# Sant Andreu de Ribesaltes
Sant Andreu de Ribesaltes és l'església parroquial de la vila de Ribesaltes, a la comarca del Rosselló (Catalunya del Nord). Antigament estigué dedicada a Santa Maria.
Està situada al bell mig de la vila vella de Ribesaltes, a prop de la riba dreta de l'Aglí.

## Història
Documentada, com a Santa Maria, el 1077, quan el 1172 es fortificà la vila de Ribesaltes, els seus habitants foren agrupats a l'entorn d'aquesta església. Aleshores se'n canvià l'advocació, ja que la parròquia principal era dedicada a sant Andreu apòstol, i la primitiva església de Sant Andreu passà a ser la capella del cementiri de la vila.

## L'edifici

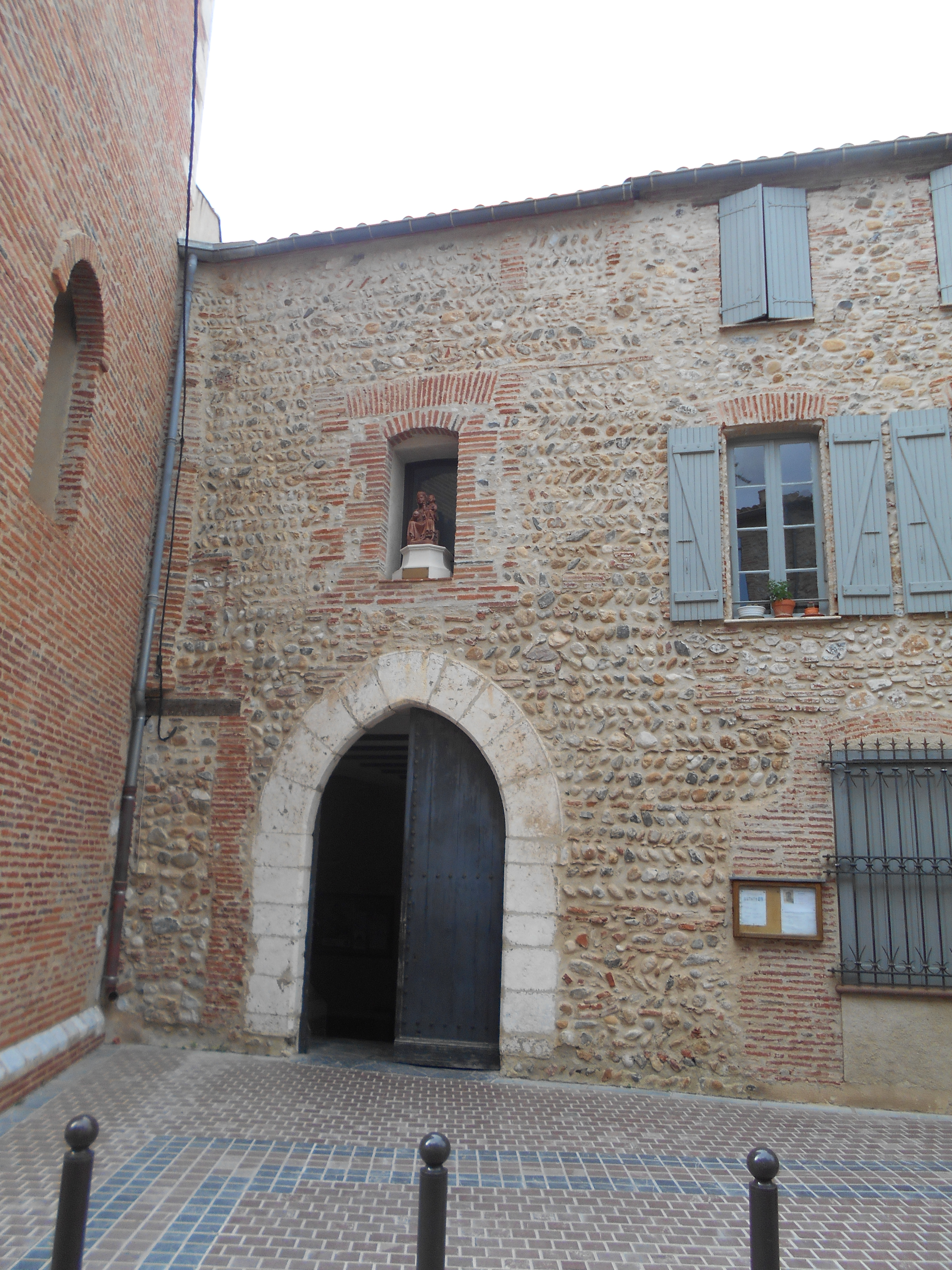
Sector sud-oriental, amb l'actual entrada principal

La primitiva església romànica de Santa Maria fou del tot arrasada i substituïda entre 1657 i 1669 pel mestre d'obres ribesalter Pere Àngel, que l'alçà en estil gòtic tardà, d'una sola nau, amb capelles laterals. Coberta amb volta de creueria, els arcs són, tanmateix, de mig punt. L'absis és quadrat.
Tota la façana meridional de l'església conserva restes de l'edifici antic, amb fragments de mura amb un aparell clarament medieval, inclòs un matacà damunt de l'antiga porta principal del temple.

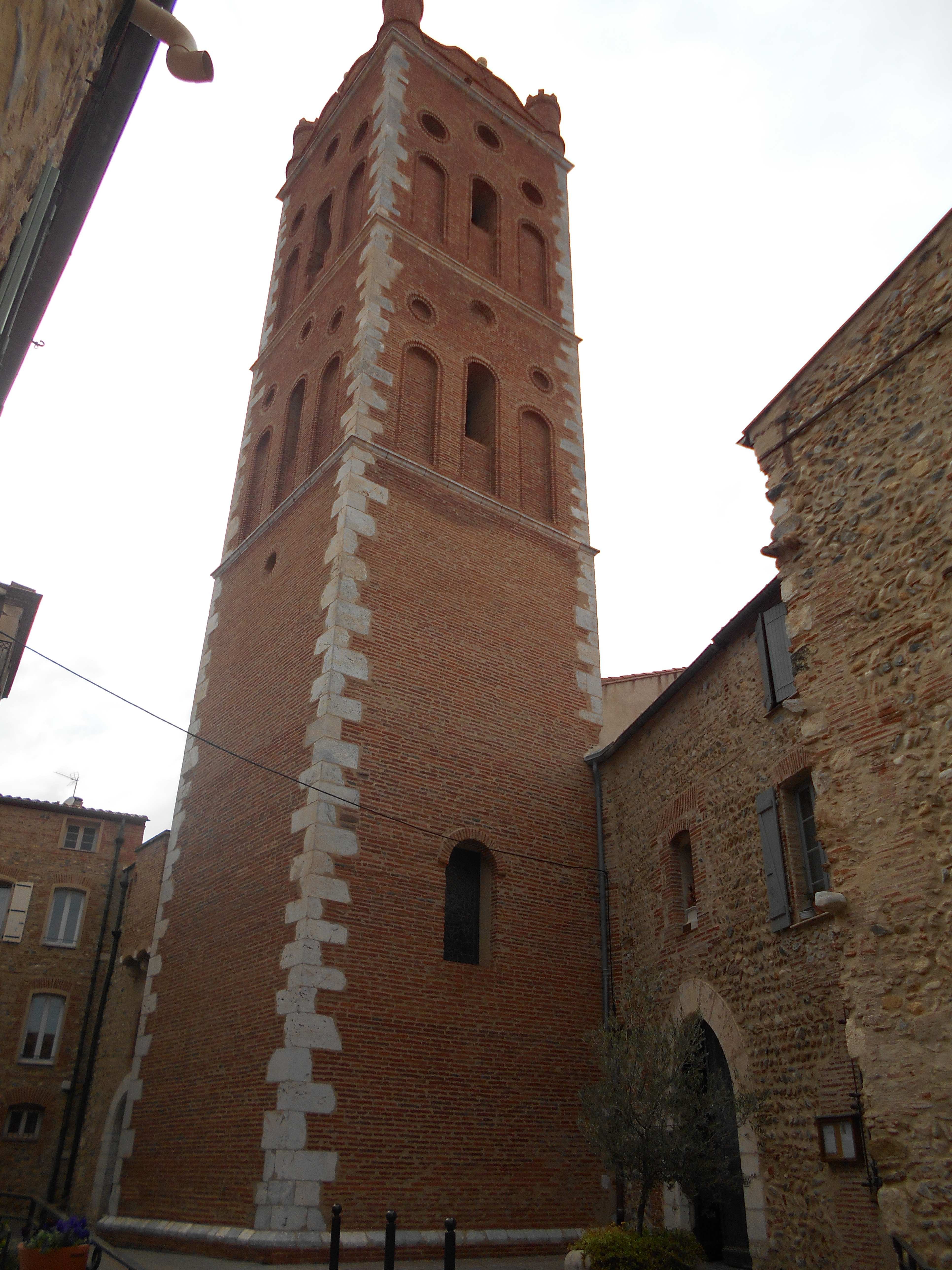
El campanar

El campanar és més tardà: fou construït entre 1709 i 1755. És una torre bastant alta, feta de maons rosats.

## Mobiliari
L'interior del temple conserva alguns retaules notables, entre els quals destaca el de Sant Andreu, a l'altar major, i el del Roser. Foren fets entre 1675 i 1680 pel mestre de Carcassona Jacques Melair. Mateu Anglada, de Perpinyà, feu encara un tercer retaule, el de la Passió, fet a partir del 1708.